# Альберт Іван Збігнєвич
Іва́н Збі́гнєвич Альберт (нар. 7 липня 1977, Львівська обл. — пом. 23 січня 2015, Донецьк) — український військовик, сержант 80-ї окремої десантно-штурмової бригади Збройних сил України, учасник російсько-української війни. Один із «кіборгів».

## Короткий життєпис

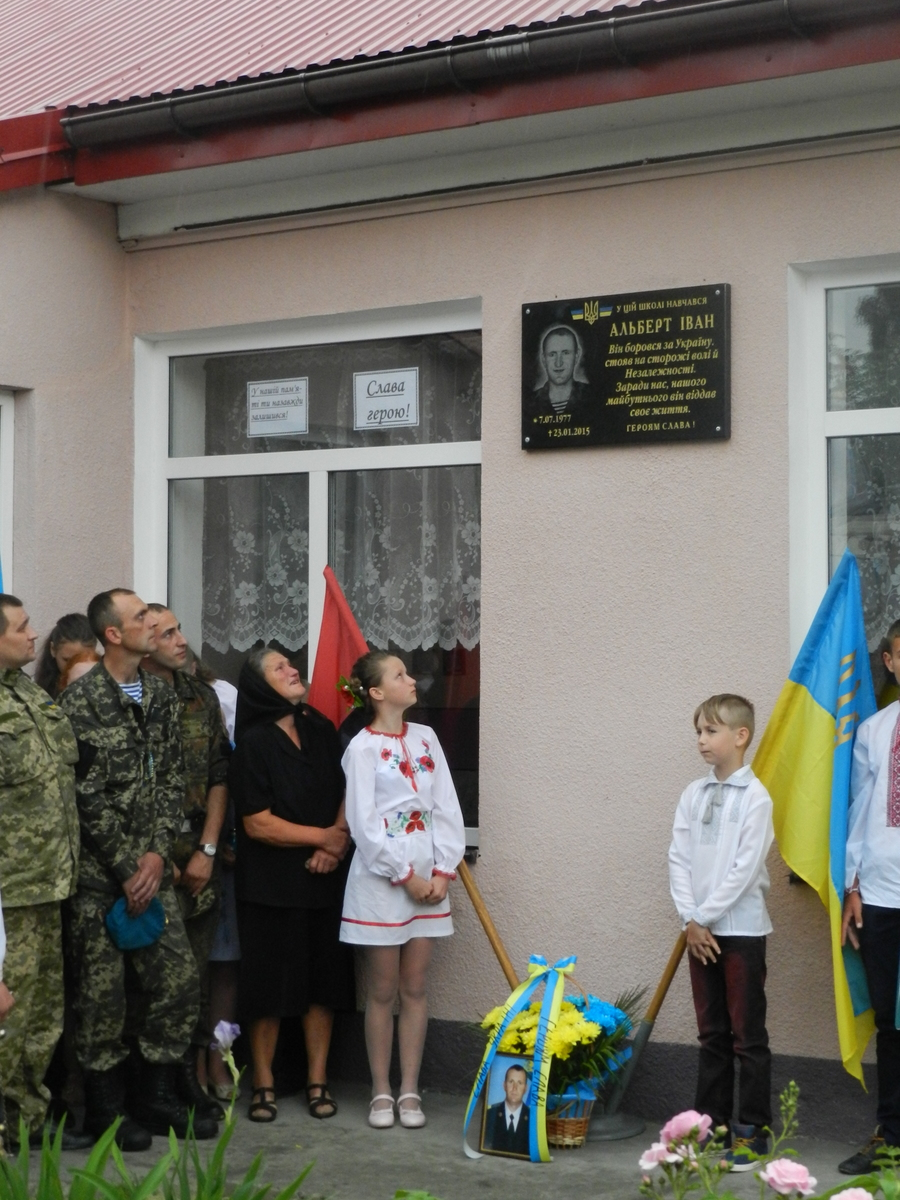
Відкриття меморіальної дошки у селі Вишня на будинку, де проживав Іван Альберт.

Закінчив Дубаневицьку ЗОШ І—II ступенів Городоцького району Львівської області, 56-те Львівське училище за спеціальністю «ремонтник радіоапаратури», здобув професію водія у Погірцівському ВПТУ Самбірського району Львівської області. Строкову службу проходив у Миколаєві, сержант, командир відділення. 2003 року одружився з мешканкою села Вишня Дарією Ниркою. Працював на заробітках на теренах України й за кордоном на будівництві.
Учасник Революції гідності, був у 12-й сотні самооборони. Під час війни — оператор протитанкового взводу, рота вогневої підтримки, 80-та окрема високомобільна десантна бригада.
Наприкінці листопада 2014-го у бою на Донеччині зазнав осколкового поранення у ногу. Після двох тижнів лікування у Львівському госпіталі повернувся до підрозділу. 23 січня 2015 року загинув у бою на першій лінії оборони Донецького аеропорту біля радіолокаційної станції, перед тим встиг підбити ворожий танк.
Без Івана залишилися дружина Дарія, двоє дітей — Денис і Вероніка.
Похований у селі Дубаневичі 28 січня 2015 року, Івана люди з лампадками зустрічали ще здалека від села та клякнувши на коліна.

## Нагороди та вшанування
- Указом Президента України № 282/2015 від 23 травня 2015 року, «за особисту мужність і високий професіоналізм, виявлені у захисті державного суверенітету та територіальної цілісності України, вірність військовій присязі», нагороджений орденом «За мужність» III ступеня (посмертно)[1].
- 14 червня 2015 року в Дубаневицькій ЗОШ І—II ступенів відбулось відкриття меморіальної дошки Іванові Альберту.
- 28 червня — відкриття меморіальної дошки у селі Вишня на будинку, де проживав Іван Альберт.
- Нагороджений нагрудним знаком «За оборону Донецького аеропорту» (посмертно).
- Вшановується в меморіальному комплексі «Зала пам'яті», в щоденному ранковому церемоніалі 23 січня[2][3].